# Беланце
Беланце је бистра течност унутар јајета. Код пилића се формира из слојева секрета предњег дела јајовода кокоши током проласка јајета. Настаје око оплођених или неоплођених жумањака. Примарна природна сврха беланца је заштита жуманца и обезбеђивање додатне исхране за раст ембриона (када се оплоди). Беланце се првенствено састоји од око 90% воде у којој су око 10% протеина (укључујући албумин, мукопротеин и глобулин) растворени. За разлику од жуманца, који садржи пуно липида (масти), беланчевина готово не садржи масти, а садржај угљених хидрата је мањи од 1%. Беланца садрже око 56% протеина у јајету. Беланце јајета има много употреба у храни, као и многе друге намене (нпр. У припреми вакцина попут оних против грипа).